# 伊莱·科恩
伊莱·科恩（1924年12月16日—1965年5月18日），埃及出生的猶太人，以色列間諜，1961至1965年間在敘利亞替以色列情報特務局（俗稱摩薩德）從事間諜活動，並成功接觸敘利亞高層人物，曾做上敘利亞國防部次長。他在1965年被控犯下間諜罪，縱使得到多國的求情，敘利亞仍決定將他以絞刑處死。
2005年，以色列新聞網站Ynet舉辦的以色列200大偉人評選中，他被公眾評為第26大偉人。

## 生平

### 早年

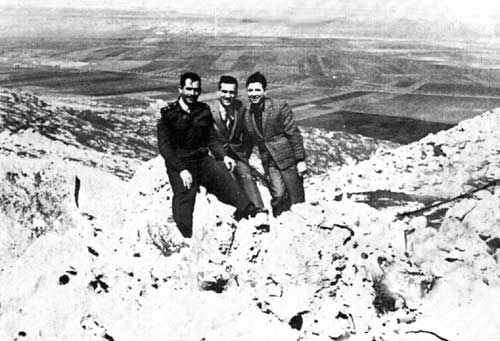
科恩（中央）在戈蘭高地

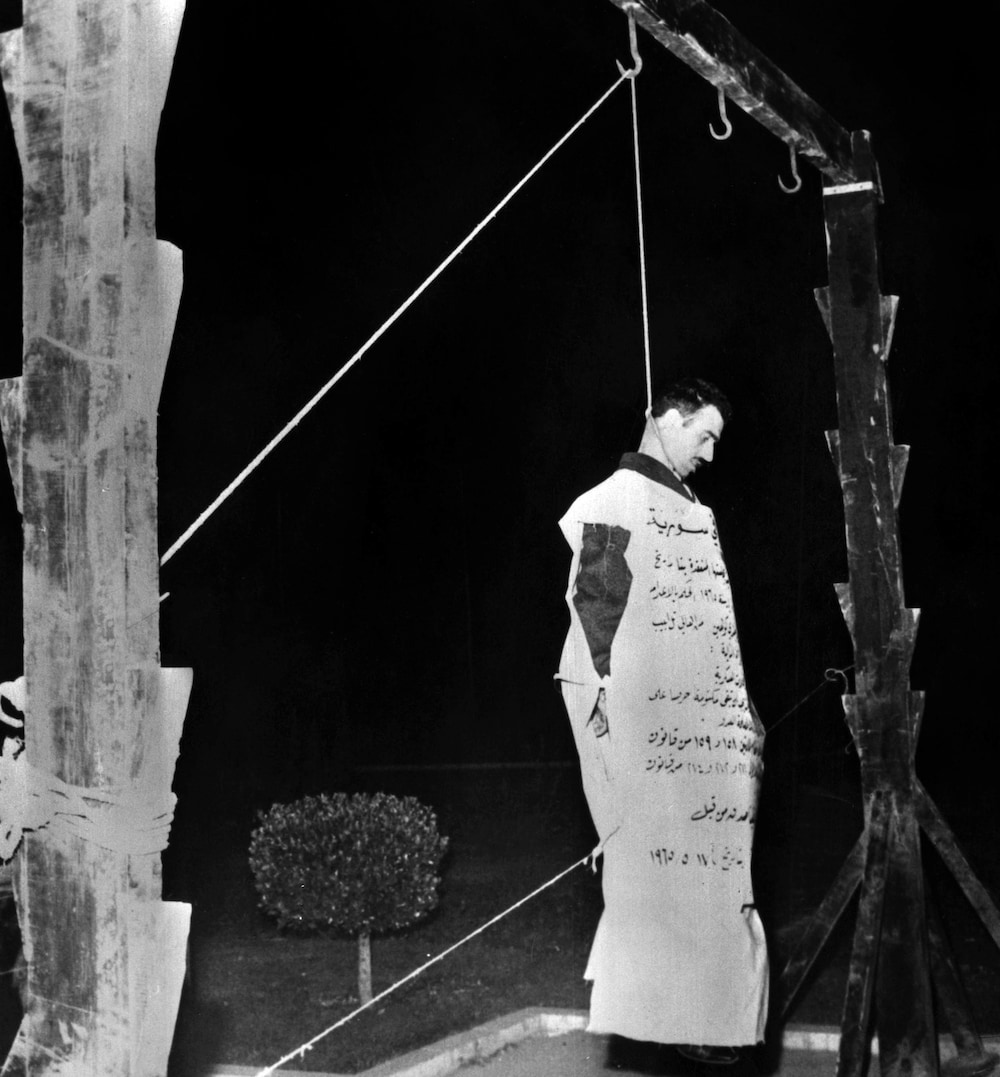
科恩在大馬士革烈士广场被吊死，身上的白紙以阿拉伯文寫上他的罪行

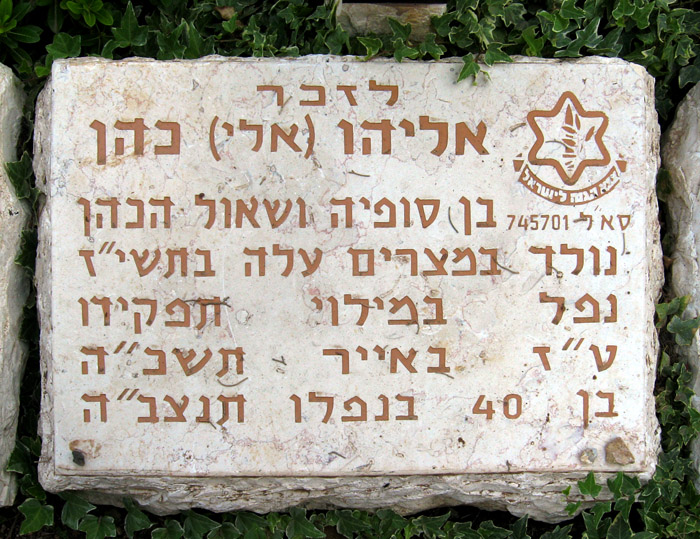
耶路撒冷遺忘戰士花園的科恩紀念牌

伊莱·科恩在1924年12月16日生於埃及亞歷山卓，父在1914年從阿勒颇移居到亞歷山卓，除希伯來語外能說流利法語和阿拉伯語，記憶力極佳。1947年，當其它猶太人設法賄賂埃及官員免被徵召入伍，科恩卻選擇自願入伍，但被拒絕。1948年第一次中東戰爭爆發，許多猶太人被迫離開埃及。當科恩的家人離開埃及前往以色列時，他選擇留在埃及，並在摩薩德的協助下幫助其它猶太人逃離。
1956年科恩被捕，但因證據不足而獲釋並被驅逐出境。於是他回到以色列陪伴多年沒有見面的家人。1957年，他在以色列國防部覓得一份工作，把阿拉伯文報紙翻譯成希伯來文，並研究可能的政治變動。然而他認為此工作缺乏挑戰，希望回到前線，被上司拒絕後辭職。科恩在1959年結婚。1960年，科恩被摩薩德招攬，並將會接受一連串間諜訓練，為在敘利亞部署作準備。訓練內容和地點為保密，他不能向任何人透露，即使是他的妻子。訓練期間他學會了辨識各種武器、製造炸彈等間諜技能。訓練為期六個月，完畢後他須接受測試，在特拉維夫辨認並擺脫摩薩德特工，才算是正式畢業。完成訓練後他獲得休假，此時他的第一個女兒出生了。
之後科恩獲得一個假身份，名叫阿明·塔贝特（Amin Thaabet），是一位敘利亞籍成功商人，並在1961年前往阿根廷布宜諾斯艾利斯結識當地阿拉伯人。科恩很快就混入了當地敘利亞僑民社群的上流圈子，結識了不少朋友。他向當地敘利亞人表示厭倦了阿根廷，希望回到敘利亞工作，貢獻國家。很快，他的公事包就塞滿了推薦信，包括阿明·哈菲兹寫的（之後政變）。

### 敘利亞
1961年7月，科恩離開阿根廷回到以色列，並接受一連串訓練，學習使用無線電訊號。1962年2月，他到達敘利亞大馬士革。由於他早在阿根廷建立關係，因此很快地便進入敘利亞上流社會，接觸重要人物，在當地展開其事業。他的寓所正正是在陸軍總部大樓對面，白天時他是阿明·塔贝特，晚上變成伊莱·科恩，每晚透過無線電發射機向摩薩德匯報。1962年，他發現了前納粹黨員弗朗茨·拉德马赫匿藏在敘利亞，並要求摩薩德核准他進行暗殺，但被拒絕。以色列向德國通知拉德马赫一事，他被引渡回德國受審。1963年敘利亞發生政變，科恩的一些好友成為了敘利亞高官，包括阿明·哈菲兹成為了總統後，一度考慮讓他擔任國防部副部長。同年科恩妻子誕下次女。科恩的軍方友人帶他去戈蘭高地參觀，並介紹敘利亞在該地的佈防和武器，科恩便把敘軍在戈蘭高地的佈防回報給以色列，他送給那裡的士兵一批尤加利葉樹作為獎勵，而成為以色列辨識出敘利亞軍事地點的重要指標，在往後六日戰爭的勝利上，給予重要的貢獻。
1964年，敘利亞與其它阿拉伯國家計劃使約旦河改道，使以色列無飲用水可用，科恩得到消息後立即向以色列發急電，於是以色列立即派飛機轟炸工程地點。1964年11月，科恩妻子誕下兒子，而他亦獲得休假回國。在以色列期間，由於叙利亚高层变动，科恩意识到自己被怀疑，恐将暴露，于是请求終止所有間諜職務，但以方仍要求他最后一次回到大馬士革。临走时，科恩告诉妻子，此次行动之后他就可以回家团圆。1965年1月，從蘇聯運來的新通訊設備到達敘利亞，用以淘汰舊的通訊器材，並暫停所有無線電通訊24小時。可是此期間軍方偵測到來自科恩住所的非法無線電傳送。四名情報局官員在早上破門而入，當時科恩正在發送訊息，人赃并获，科恩被捕。

### 處決
1月24日，敘利亞宣佈成功抓獲一名以色列間諜。科恩在扣留期間受盡酷刑折磨，同時以色列亦展開營救行動。科恩在軍事法庭接受秘密審判，縱使歐洲各國律師自願替他辯護，但都一一被拒。1965年5月18日，科恩寫下給妻子的遺書後，便帶到烈士广场準備處決。科恩拒絕戴上行刑眼罩。他在凌晨三點三十五分離開人世，成千上萬名市民觀看他的遺體，身上的白紙以阿拉伯文寫滿他的罪行。在以色列各地都有悼文活動，許多街道都以他命名。
1965年11月，科恩的妻子纳迪娅寫信給敘利亞總統阿明·哈菲兹，希望他寬恕科恩並取回他的遺體，但直至今天敘利亞仍沒有交還他的遺體回到以色列。